# NHL Entry Draft 2008
L'NHL Entry Draft 2008 è stato il 46º draft della National Hockey League. Si è tenuto fra il 20 ed il 21 giugno 2008 presso lo Scotiabank Place di Ottawa, nella provincia dell'Ontario. I Senators erano stati scelti come squadra ospitante per l'Entry Draft del 2005, ma a causa del lockout il draft venne modificato rispetto al suo solito formato. Il pubblico infatti non venne ammesso, e venne diminuito il numero di giocatori disponibili. Il draft del 2005 si tenne al Westin Hotel di Ottawa, invece che al Corel Centre (attuale Scotiabank Place), e per questo la NHL decise che il draft da tenersi in questa locazione sarebbe stato quello del 2008.
I Tampa Bay Lightning, approfittando della prima posizione, selezionarono il centro canadese Steven Stamkos dai Sarnia Sting, formazione della Ontario Hockey League (OHL). I Los Angeles Kings invece come seconda scelta puntarono sul difensore Drew Doughty, proveniente dai Guelph Storm di OHL, mentre gli Atlanta Thrashers scelsero in terza posizione il difensore statunitense Zach Bogosian dei Peterborough Petes, formazione della OHL. Fra tutti i giocatori selezionati, 110 erano attaccanti, 78 erano difensori e 23 erano portieri.

## Migliori prospetti
Dati elaborati dal NHL Central Scouting Bureau.
| Posizione | Giocatori nordamericani | Giocatori europei     |
| --------- | ----------------------- | --------------------- |
| 1         | Steven Stamkos (C)      | Nikita Filatov (AS)   |
| 2         | Zach Bogosian (D)       | Kirill Petrov (AD)    |
| 3         | Drew Doughty (D)        | Mattias Tedenby (AS)  |
| 4         | Tyler Myers (D)         | Erik Karlsson (D)     |
| 5         | Luke Schenn (D)         | Anton Gustafsson (C)  |
| 6         | Alex Pietrangelo (D)    | Roman Josi (D)        |
| 7         | Kyle Beach (AS)         | Viktor Tichonov (AS)  |
| 8         | Zach Boychuk (C)        | Vjačeslav Vojnov (D)  |
| 9         | Cody Hodgson (C)        | Evgenij Gračё́v (C)    |
| 10        | Colin Wilson (C)        | Dmitrij Kugryšev (AD) |

| Posizione | Portieri nordamericani | Portieri europei |
| --------- | ---------------------- | ---------------- |
| 1         | Thomas McCollum        | Jacob Markström  |
| 2         | Chet Pickard           | Harri Säteri     |
| 3         | Peter Delmas           | Anders Lindbäck  |

## Turni
|  | = NHL All-Star Team |  |  | = NHL All-Star |  |  | = NHL All-Star e NHL All-Star Team |

Legenda delle posizioni

A = Attaccante   AD = Ala destra   AS = Ala sinistra   C = Centro   D = Difensore   P = Portiere

### Primo giro
| #  | Giocatore             | Nazionalità | Squadra NHL                                              | Squadra di provenienza                  |
| -- | --------------------- | ----------- | -------------------------------------------------------- | --------------------------------------- |
| 1  | Steven Stamkos (C)    | Canada      | Tampa Bay Lightning                                      | Sarnia Sting (OHL)                      |
| 2  | Drew Doughty (D)      | Canada      | Los Angeles Kings                                        | Guelph Storm (OHL)                      |
| 3  | Zach Bogosian (D)     | Stati Uniti | Atlanta Thrashers                                        | Peterborough Petes (OHL)                |
| 4  | Alex Pietrangelo (D)  | Canada      | St. Louis Blues                                          | Niagara IceDogs (OHL)                   |
| 5  | Luke Schenn (D)       | Canada      | Toronto Maple Leafs (dai NY Islanders)                   | Kelowna Rockets (WHL)                   |
| 6  | Nikita Filatov (AS)   | Russia      | Columbus Blue Jackets                                    | CSKA Mosca (RSL)                        |
| 7  | Colin Wilson (C)      | Stati Uniti | Nashville Predators (da Toronto via NY Islanders)        | Boston U. Terriers (Hockey East)        |
| 8  | Mikkel Bødker (AS)    | Danimarca   | Phoenix Coyotes                                          | Kitchener Rangers (OHL)                 |
| 9  | Josh Bailey (C)       | Canada      | New York Islanders (da Nashville via Florida)            | Windsor Spitfires (OHL)                 |
| 10 | Cody Hodgson (C)      | Canada      | Vancouver Canucks                                        | Brampton Battalion (OHL)                |
| 11 | Kyle Beach (AS)       | Canada      | Chicago Blackhawks                                       | Everett Silvertips (WHL)                |
| 12 | Tyler Myers (D)       | Canada      | Buffalo Sabres (da Edmonton via Anaheim via Los Angeles) | Kelowna Rockets (WHL)                   |
| 13 | Colten Teubert (D)    | Canada      | Los Angeles Kings (da Buffalo)                           | Regina Pats (WHL)                       |
| 14 | Zach Boychuk (C)      | Canada      | Carolina Hurricanes                                      | Lethbridge Hurricanes (WHL)             |
| 15 | Erik Karlsson (D)     | Svezia      | Ottawa Senators (da Nashville)                           | Frölunda (Sweden Jr.)                   |
| 16 | Joe Colborne (AS)     | Canada      | Boston Bruins                                            | Camrose Kodiaks (AJHL)                  |
| 17 | Jake Gardiner (D)     | Stati Uniti | Anaheim Ducks (da Calgary via Los Angeles)               | Minnetonka High School (USHS-Minnesota) |
| 18 | Chet Pickard (P)      | Canada      | Nashville Predators (da Ottawa)                          | Tri-City Americans (WHL)                |
| 19 | Luca Sbisa (D)        | Svizzera    | Philadelphia Flyers (da Colorado via Columbus)           | Lethbridge Hurricanes (WHL)             |
| 20 | Michael Del Zotto (D) | Canada      | New York Rangers                                         | Oshawa Generals (OHL)                   |
| 21 | Anton Gustafsson (C)  | Svezia      | Washington Capitals (da New Jersey)                      | Frölunda (Sweden Jr.)                   |
| 22 | Jordan Eberle (C)     | Canada      | Edmonton Oilers (da Anaheim)                             | Regina Pats (WHL)                       |
| 23 | Tyler Cuma (D)        | Canada      | Minnesota Wild (da Washington via New Jersey)            | Ottawa 67's (OHL)                       |
| 24 | Mattias Tedenby (AS)  | Svezia      | New Jersey Devils (da Minnesota)                         | HV71 (Elitserien)                       |
| 25 | Greg Nemisz (AD)      | Canada      | Calgary Flames (da Montreal)                             | Windsor Spitfires (OHL)                 |
| 26 | Tyler Ennis (C)       | Canada      | Buffalo Sabres (da San Jose)                             | Medicine Hat Tigers (WHL)               |
| 27 | John Carlson (D)      | Stati Uniti | Washington Capitals (da Filadelfia)                      | Indiana Ice (USHL)                      |
| 28 | Viktor Tichonov (AD)  | Russia      | Phoenix Coyotes (da Dallas via Los Angeles via Anaheim)  | Severstal’ (RSL)                        |
| 29 | Daultan Leveille (C)  | Canada      | Atlanta Thrashers (da Pittsburgh)                        | St. Catharines Falcons (GOJHL)          |
| 30 | Thomas McCollum (P)   | Stati Uniti | Detroit Red Wings                                        | Guelph Storm (OHL)                      |

### Secondo giro
| #  | Giocatore             | Nazionalità | Squadra NHL                                       | Squadra di provenienza               |
| -- | --------------------- | ----------- | ------------------------------------------------- | ------------------------------------ |
| 31 | Jacob Markström (P)   | Svezia      | Florida Panthers (da Tampa Bay)                   | Brynäs (Sweden Jr.)                  |
| 32 | Vjačeslav Vojnov (D)  | Russia      | Los Angeles Kings                                 | Traktor Čeljabinsk (RSL)             |
| 33 | Philip McRae (C)      | Stati Uniti | St. Louis Blues (da Atlanta)                      | London Knights (OHL)                 |
| 34 | Jake Allen (P)        | Canada      | St. Louis Blues                                   | St. John's Fog Devils (QMJHL)        |
| 35 | Nicolas Deschamps (C) | Canada      | Anaheim Ducks (da Phoenix)                        | Chic. Saguenéens (QMJHL)             |
| 36 | Corey Trivino (C)     | Canada      | New York Islanders                                | Stouffville Spirit (OPJHL)           |
| 37 | Cody Goloubef (D)     | Canada      | Columbus Blue Jackets                             | Wisconsin Badgers (WCHA)             |
| 38 | Roman Josi (D)        | Svizzera    | Nashville Predators (da Toronto via Phoenix)      | Berna (LNA)                          |
| 39 | Eric O'Dell (C)       | Canada      | Anaheim Ducks (da Phoenix)                        | Sudbury Wolves (OHL)                 |
| 40 | Aaron Ness (D)        | Stati Uniti | New York Islanders (da Florida via Nashville)     | Minnesota Gophers (WCHA)             |
| 41 | Yann Sauve (D)        | Canada      | Vancouver Canucks                                 | Saint John Sea Dogs (QMJHL)          |
| 42 | Patrick Wiercioch (D) | Canada      | Ottawa Senators (da Chicago)                      | Omaha Lancers (USHL)                 |
| 43 | Justin Schultz (D)    | Canada      | Anaheim Ducks (da Edmonton)                       | Westside Warriors (BCHL)             |
| 44 | Luke Adam (C)         | Canada      | Buffalo Sabres                                    | St. John's Fog Devils (QMJHL)        |
| 45 | Zac Dalpe (C/AD)      | Canada      | Carolina Hurricanes                               | Penticton Vees (BCHL)                |
| 46 | Colby Robak (D)       | Canada      | Florida Panthers (da Nashville via Phoenix)       | Brandon Wheat Kings (WHL)            |
| 47 | Maxime Sauvé (C)      | Francia     | Boston Bruins                                     | Val-d'Or Foreurs (QMJHL)             |
| 48 | Mitch Wahl (C)        | Stati Uniti | Calgary Flames (da Calgary via Los Angeles)       | Spokane Chiefs (WHL)                 |
| 49 | Jared Staal (AD)      | Canada      | Phoenix Coyotes (da Ottawa via Phoenix e Florida) | Sudbury Wolves (OHL)                 |
| 50 | Cameron Gaunce (D)    | Canada      | Colorado Avalanche                                | St. Michael's Majors (OHL)           |
| 51 | Derek Stepan (C)      | Stati Uniti | New York Rangers                                  | Shattuck-St. Mary's (USHS-Minnesota) |
| 52 | Brandon Burlon (D)    | Canada      | New Jersey Devils                                 | St. Michael's Buzzers (OPJHL)        |
| 53 | Travis Hamonic (D)    | Canada      | New York Islanders (da Anaheim via Edmonton)      | Moose Jaw Warriors (WHL)             |
| 54 | Patrice Cormier (C)   | Canada      | New Jersey Devils (da Washington)                 | Rimouski Océanic (QMJHL)             |
| 55 | Marco Scandella (D)   | Canada      | Minnesota Wild                                    | Val-d'Or Foreurs (QMJHL)             |
| 56 | Danny Kristo (AD)     | Stati Uniti | Montreal Canadiens                                | USA Hockey NTDP (USHL)               |
| 57 | Eric Mestery (D)      | Canada      | Washington Capitals (da San Jose)                 | Tri-City Americans (WHL)             |
| 58 | Dmitrij Kugryšev (AD) | Russia      | Washington Capitals (da Philadelphia)             | CSKA Mosca (RSL)                     |
| 59 | Tyler Beskorowany (P) | Canada      | Dallas Stars                                      | Owen Sound Attack (OHL)              |
| 60 | Jimmy Hayes (AD)      | Stati Uniti | Toronto Maple Leafs (da Pittsburgh)               | Lincoln Stars (USHL)                 |

### Terzo giro
| #  | Giocatore                  | Nazionalità | Squadra NHL                                      | Squadra di provenienza                |
| -- | -------------------------- | ----------- | ------------------------------------------------ | ------------------------------------- |
| 61 | Peter Delmas (P)           | Canada      | Colorado Avalanche (da Detroit via Los Angeles)  | Lewiston Maineiacs (QMJHL)            |
| 62 | Justin Daniels (C)         | Stati Uniti | San Jose Sharks (da Tampa Bay)                   | Kent School (USHS-Connecticut)        |
| 63 | Robert Czarnik (C)         | Stati Uniti | Los Angeles Kings                                | USA Hockey NTDP (USHL)                |
| 64 | Danick Hudon-Paquette (AD) | Canada      | Atlanta Thrashers                                | Lewiston Maineiacs (QMJHL)            |
| 65 | Jori Lehterä (C)           | Finlandia   | St. Louis Blues                                  | Tappara (SM-liiga)                    |
| 66 | David Toews (C)            | Canada      | New York Islanders                               | Shattuck-St. Mary's (USHS-Minnesota)  |
| 67 | Marc-Andre Bourdon (D)     | Canada      | Philadelphia Flyers (da Columbus)                | R-N Huskies (QMJHL)                   |
| 68 | Shawn Lalonde (D)          | Canada      | Chicago Blackhawks (da Toronto via NY Islanders) | Belleville Bulls (OHL)                |
| 69 | Michael Stone (D)          | Canada      | Phoenix Coyotes                                  | Calgary Hitmen (WHL)                  |
| 70 | James Livingston (AD)      | Canada      | St. Louis Blues (da Florida via Toronto)         | S.S. Marie Greyhounds (OHL)           |
| 71 | Josh Brittain (AS)         | Canada      | Anaheim Ducks (da Vancouver)                     | Kingston Frontenacs (OHL)             |
| 72 | Jyri Niemi (D)             | Finlandia   | New York Islanders (da Chicago)                  | Saskatoon Blades (WHL)                |
| 73 | Kirill Petrov (AD)         | Russia      | New York Islanders (da Edmonton via Anaheim)     | Ak Bars Kazan’ (RSL)                  |
| 74 | Andrew Campbell (D)        | Canada      | Los Angeles Kings (da Buffalo)                   | S.S. Marie Greyhounds (OHL)           |
| 75 | Evgenij Gračev (C)         | Russia      | New York Rangers (da Carolina)                   | Lok. Jaroslavl’ (RUS)                 |
| 76 | Mathieu Brodeur (D)        | Canada      | Phoenix Coyotes (da Nashville)                   | CB Screaming Eagles (QMJHL)           |
| 77 | Michael Hutchinson (P)     | Canada      | Boston Bruins                                    | Barrie Colts (OHL)                    |
| 78 | Lance Bouma (C)            | Canada      | Calgary Flames                                   | Vancouver Giants (WHL)                |
| 79 | Zack Smith (C)             | Canada      | Ottawa Senators                                  | Swift Current Broncos (WHL)           |
| 80 | Adam Comrie (D)            | Canada      | Florida Panthers (da Colorado)                   | Saginaw Spirit (OHL)                  |
| 81 | Corey Fienhage (D)         | Stati Uniti | Buffalo Sabres (da NY Rangers via Los Angeles)   | Eastview High School (USHS-Minnesota) |
| 82 | Adam Henrique (C)          | Canada      | New Jersey Devils                                | Windsor Spitfires (OHL)               |
| 83 | Marco Cousineau (P)        | Canada      | Anaheim Ducks                                    | Baie-Comeau Drakkar (QMJHL)           |
| 84 | Jacob Deserres (P)         | Canada      | Philadelphia Flyers (da Washington)              | Seattle Thunderbirds (WHL)            |
| 85 | Brandon McMillan (C)       | Canada      | Anaheim Ducks (da Minnesota)                     | Kelowna Rockets (WHL)                 |
| 86 | Steve Quailer (AD)         | Stati Uniti | Montreal Canadiens                               | Sioux City Musketeers (USHL)          |
| 87 | Ian Schultz (AD)           | Canada      | St. Louis Blues (da San Jose)                    | Calgary Hitmen (WHL)                  |
| 88 | Geordie Wudrick (AS)       | Canada      | Los Angeles Kings (da Philadelphia)              | Swift Current Broncos (WHL)           |
| 89 | Scott Winkler (C)          | Norvegia    | Dallas Stars                                     | Cedar Rapids RoughRiders (USHL)       |
| 90 | Tomáš Kundratek (D)        | Rep. Ceca   | New York Rangers (da Pittsburgh via Phoenix)     | Oceláři Trinec (Extraliga)            |
| 91 | Max Nicastro (D)           | Stati Uniti | Detroit Red Wings                                | Chicago Steel (USHL)                  |

### Quarto giro
| #   | Giocatore             | Nazionalità | Squadra NHL                                                 | Squadra di provenienza              |
| --- | --------------------- | ----------- | ----------------------------------------------------------- | ----------------------------------- |
| 92  | Samuel Groulx (D)     | Canada      | San Jose Sharks (da Tampa Bay via Los Angeles)              | Québec Remparts (QMJHL)             |
| 93  | Braden Holtby (P)     | Canada      | Washington Capitals (da Los Angeles)                        | Saskatoon Blades (WHL)              |
| 94  | Vinny Saponari (AD)   | Stati Uniti | Atlanta Thrashers                                           | USA Hockey NTDP (USHL)              |
| 95  | David Warsofsky (D)   | Stati Uniti | St. Louis Blues                                             | USA Hockey NTDP (USHL)              |
| 96  | Matt Donovan (D)      | Stati Uniti | New York Islanders                                          | Cedar Rapids RoughRiders (USHL)     |
| 97  | Jamie Arniel (C)      | Canada      | Boston Bruins (from Columbus)                               | Sarnia Sting (OHL)                  |
| 98  | Mihail Stefanovič (C) | Bielorussia | Toronto Maple Leafs                                         | Québec Remparts (QMJHL)             |
| 99  | Colin Long (C)        | Stati Uniti | Phoenix Coyotes                                             | Kelowna Rockets (WHL)               |
| 100 | AJ Jenks (AS)         | Stati Uniti | Florida Panthers                                            | Plymouth Whalers (OHL)              |
| 101 | Justin Jokinen (AD)   | Stati Uniti | Buffalo Sabres (da Vancouver via Los Angeles)               | Cloquet High School (HS-Minnesota)  |
| 102 | David Ullström (C/AS) | Svezia      | New York Islanders (da Chicago)                             | HV71 (Sweden Jr.)                   |
| 103 | Johan Motin (D)       | Svezia      | Edmonton Oilers                                             | BIK Karlskoga (Sweden-2)            |
| 104 | Jordon Southorn (D)   | Stati Uniti | Buffalo Sabres                                              | P.E.I. Rocket (QMJHL)               |
| 105 | Michal Jordán (D)     | Rep. Ceca   | Carolina Hurricanes                                         | Plymouth Whalers (OHL)              |
| 106 | Harri Sateri (P)      | Finlandia   | San Jose Sharks (da Nashville)                              | Tappara (SM-liiga)                  |
| 107 | Steven Delisle (D)    | Canada      | Columbus Blue Jackets (da Boston)                           | Gatineau Olympiques (QMJHL)         |
| 108 | Nicholas Larson (AS)  | Stati Uniti | Calgary Flames                                              | Waterloo Black Hawks (USHL)         |
| 109 | Andre Petersson (AS)  | Svezia      | Ottawa Senators                                             | HV71 (Sweden Jr.)                   |
| 110 | Kelsey Tessier (C)    | Canada      | Colorado Avalanche                                          | Québec Remparts (QMJHL)             |
| 111 | Dale Weise (AD)       | Canada      | New York Rangers (dai NY Rangers via St. Louis e Nashville) | Swift Current Broncos (WHL)         |
| 112 | Matt Delahey (D)      | Canada      | New Jersey Devils                                           | Regina Pats (WHL)                   |
| 113 | Ryan Hegarty (D)      | Stati Uniti | Anaheim Ducks                                               | USA Hockey NTDP (USHL)              |
| 114 | TJ Brodie (D)         | Canada      | Calgary Flames (da Washington via Boston)                   | Saginaw Spirit (OHL)                |
| 115 | Sean Lorenz (D)       | Stati Uniti | Minnesota Wild                                              | USA Hockey NTDP (USHL)              |
| 116 | Jason Missiaen (P)    | Canada      | Montreal Canadiens                                          | Peterborough Petes (OHL)            |
| 117 | James Wright (C)      | Canada      | Tampa Bay Lightning (da San Jose)                           | Vancouver Giants (WHL)              |
| 118 | Drew Olson (D)        | Stati Uniti | Columbus Blue Jackets (da Philadelphia)                     | Brainerd High School (HS-Minnesota) |
| 119 | Derek Grant (C)       | Canada      | Ottawa Senators (da Dallas via Tampa Bay)                   | Langley Rivermen (BCHL)             |
| 120 | Nathan Moon (C)       | Canada      | Pittsburgh Penguins                                         | Kingston Frontenacs (OHL)           |
| 121 | Gustav Nyquist (C)    | Svezia      | Detroit Red Wings                                           | Malmö (Sweden Jr.)                  |

### Quinto giro
| #   | Giocatore               | Nazionalità | Squadra NHL                          | Squadra di provenienza            |
| --- | ----------------------- | ----------- | ------------------------------------ | --------------------------------- |
| 122 | Dustin Tokarski (P)     | Canada      | Tampa Bay Lightning                  | Spokane Chiefs (WHL)              |
| 123 | Andrej Loktionov (C)    | Russia      | Los Angeles Kings                    | Lok. Jaroslavl’ (Russia)          |
| 124 | Nicklas Lasu (AS)       | Svezia      | Atlanta Thrashers                    | Frölunda (Sweden Jr.)             |
| 125 | Kristoffer Berglund (D) | Svezia      | St. Louis Blues                      | IF Björklöven (Sweden-2)          |
| 126 | Kevin Poulin (P)        | Canada      | New York Islanders                   | Victoriaville Tigres (QMJHL)      |
| 127 | Matthew Calvert (AS)    | Canada      | Columbus Blue Jackets                | Brandon Wheat Kings (WHL)         |
| 128 | Greg Pateryn (D)        | Stati Uniti | Toronto Maple Leafs                  | Ohio Blue Jackets (USHL)          |
| 129 | Joel Champagne (C)      | Canada      | Toronto Maple Leafs (from Phoenix)   | Chic. Saguenéens (QMJHL)          |
| 130 | Jerome Flaake (AS)      | Germania    | Toronto Maple Leafs (da Florida)     | Kölner Haie (DEL)                 |
| 131 | Prab Rai (C)            | Canada      | Vancouver Canucks                    | Seattle Thunderbirds (WHL)        |
| 132 | Teigan Zahn (D)         | Canada      | Chicago Blackhawks                   | Saskatoon Blades (WHL)            |
| 133 | Philippe Cornet (AS)    | Canada      | Edmonton Oilers                      | Rimouski Océanic (QMJHL)          |
| 134 | Jacob Lagace (AS)       | Canada      | Buffalo Sabres                       | Chic. Saguenéens (QMJHL)          |
| 135 | Tomáš Kubalík (AD)      | Rep. Ceca   | Columbus Blue Jackets (da Carolina)  | Plzeň 1929 (Extraliga)            |
| 136 | Taylor Stefishen (AS)   | Canada      | Nashville Predators                  | Langley Hornets (BCHL)            |
| 137 | Brent Regner (D)        | Canada      | Columbus Blue Jackets (da Boston)    | Vancouver Giants (WHL)            |
| 138 | Maksim Trunev (AD)      | Russia      | Montreal Canadiens (from Calgary)    | Severstal’ (Russia)               |
| 139 | Mark Borowiecki (D)     | Canada      | Ottawa Senators                      | Smiths Falls Bears (CJHL)         |
| 140 | Mark Olver (C)          | Canada      | Colorado Avalanche                   | Northern Michigan Wildcats (CCHA) |
| 141 | Chris Doyle (C)         | Canada      | New York Rangers                     | P.E.I. Rocket (QMJHL)             |
| 142 | Kory Nagy (C)           | Canada      | New Jersey Devils                    | Oshawa Generals (OHL)             |
| 143 | Stefan Warg (D)         | Svezia      | Anaheim Ducks                        | Västerås (Sweden Jr.)             |
| 144 | Joel Broda (C)          | Canada      | Washington Capitals                  | Moose Jaw Warriors (WHL)          |
| 145 | Eero Elo (AS)           | Finlandia   | Minnesota Wild                       | Lukko Rauma (Finland Jr.)         |
| 146 | Julien Demers (D)       | Canada      | San Jose Sharks (da Montreal)        | Ottawa 67's (OHL)                 |
| 147 | Kyle De Coste (AD)      | Canada      | Tampa Bay Lightning (da San Jose)    | Brampton Battalion (OHL)          |
| 148 | Matthew Martin (AS)     | Canada      | New York Islanders (da Philadelphia) | Sarnia Sting (OHL)                |
| 149 | Philip Larsen (D)       | Danimarca   | Dallas Stars                         | Frölunda (Elitserien)             |
| 150 | Aleksandr Pečurskij (P) | Russia      | Pittsburgh Penguins                  | Magnitogorsk (Russia)             |
| 151 | Julien Cayer (C)        | Canada      | Detroit Red Wings                    | Northwood School (HS-New York)    |

### Sesto giro
| #   | Giocatore                | Nazionalità | Squadra NHL                                    | Squadra di provenienza                 |
| --- | ------------------------ | ----------- | ---------------------------------------------- | -------------------------------------- |
| 152 | Mark Barberio (D)        | Canada      | Tampa Bay Lightning                            | Moncton Wildcats (QMJHL)               |
| 153 | Justin Azevedo (C)       | Canada      | Los Angeles Kings                              | Kitchener Rangers (OHL)                |
| 154 | Christopher Carrozzi (P) | Canada      | Atlanta Thrashers                              | St. Michael's Majors (OHL)             |
| 155 | Anthony Nigro (C)        | Canada      | St. Louis Blues                                | Guelph Storm (OHL)                     |
| 156 | Jared Spurgeon (D)       | Canada      | New York Islanders                             | Spokane Chiefs (WHL)                   |
| 157 | Cameron Atkinson (AD)    | Stati Uniti | Columbus Blue Jackets                          | Avon Old Farms School (HS-Connecticut) |
| 158 | Grant Rollheiser (P)     | Canada      | Toronto Maple Leafs                            | Trail Smoke Eaters (BCHL)              |
| 159 | Brett Hextall (C)        | Stati Uniti | Phoenix Coyotes                                | Penticton Vees (BCHL)                  |
| 160 | Luke Witkowski (D)       | Stati Uniti | Tampa Bay Lightning (da Florida via Chicago)   | Ohio Blue Jackets (USHL)               |
| 161 | Mats Frøshaug (C)        | Norvegia    | Vancouver Canucks                              | Linköping (Sweden Jr.)                 |
| 162 | Jonathan Carlsson (D)    | Svezia      | Chicago Blackhawks                             | Brynäs (Elitserien)                    |
| 163 | Teemu Hartikainen (C)    | Finlandia   | Edmonton Oilers                                | KalPa (Finland Jr.)                    |
| 164 | Nick Crawford (D)        | Canada      | Buffalo Sabres                                 | Saginaw Spirit (OHL)                   |
| 165 | Mike Murphy (P)          | Canada      | Carolina Hurricanes                            | Belleville Bulls (OHL)                 |
| 166 | Jeffrey Foss (D)         | Stati Uniti | Nashville Predators                            | RPI Engineers (ECAC)                   |
| 167 | Joel Chouinard (D)       | Canada      | Colorado Avalanche (from Boston)               | Victoriaville Tigres (QMJHL)           |
| 168 | Ryley Grantham (C)       | Canada      | Calgary Flames                                 | Moose Jaw Warriors (WHL)               |
| 169 | Ben Smith (AD)           | Stati Uniti | Chicago Blackhawks (da Ottawa)                 | Boston College Eagles (Hockey East)    |
| 170 | Jonas Holøs (D)          | Norvegia    | Colorado Avalanche (da Colorado via San Jose)  | Sparta Warriors (Norvegia)             |
| 171 | Mitch Gaulton (D)        | Canada      | New York Rangers                               | Erie Otters (OHL)                      |
| 172 | David Wohlberg (C)       | Stati Uniti | New Jersey Devils                              | USA Hockey NTDP (USHL)                 |
| 173 | Nicholas Tremblay (C)    | Canada      | Boston Bruins (da Anaheim)                     | Smiths Falls Bears (CJHL)              |
| 174 | Greg Burke (AS)          | Stati Uniti | Washington Capitals                            | New Hampshire Monarchs (EJHL)          |
| 175 | Justin DiBenedetto (C)   | Canada      | New York Islanders (da Minnesota)              | Sarnia Sting (OHL)                     |
| 176 | Matthew Tassone (C)      | Canada      | Dallas Stars (from Montreal)                   | Swift Current Broncos (WHL)            |
| 177 | Tommy Wingels (C)        | Stati Uniti | San Jose Sharks                                | Miami RedHawks (CCHA)                  |
| 178 | Zac Rinaldo (C)          | Canada      | Philadelphia Flyers                            | St. Michael's Majors (OHL)             |
| 179 | Braden Birch (D)         | Canada      | Chicago Blackhawks (da Dallas via Los Angeles) | Oakville Blades (OPJHL)                |
| 180 | Patrick Killeen (P)      | Canada      | Pittsburgh Penguins                            | Brampton Battalion (OHL)               |
| 181 | Stephen Johnston (AS)    | Canada      | Detroit Red Wings                              | Belleville Bulls (OHL)                 |

### Settimo giro
| #   | Giocatore                  | Nazionalità | Squadra NHL                                              | Squadra di provenienza                   |
| --- | -------------------------- | ----------- | -------------------------------------------------------- | ---------------------------------------- |
| 182 | Matias Sointu (AD)         | Finlandia   | Tampa Bay Lightning                                      | Ilves (Finland Jr.)                      |
| 183 | Garrett Roe (AS)           | Stati Uniti | Los Angeles Kings                                        | St. Cloud State Huskies (WCHA)           |
| 184 | Zach Redmond (D)           | Stati Uniti | Atlanta Thrashers                                        | Ferris State Bulldogs (CCHA)             |
| 185 | Paul Karpowich (P)         | Canada      | St. Louis Blues (da St. Louis via Anaheim e Los Angeles) | Wellington Dukes (OPJHL)                 |
| 186 | Jason Demers (D)           | Canada      | San Jose Sharks (dai NY Islanders)                       | Victoriaville Tigres (QMJHL)             |
| 187 | Sean Collins (C)           | Canada      | Columbus Blue Jackets                                    | Waywayseecappo Wolverines (MJHL)         |
| 188 | Andrew MacWilliam (D)      | Canada      | Toronto Maple Leafs                                      | Camrose Kodiaks (AJHL)                   |
| 189 | Tim Billingsley (D)        | Canada      | Phoenix Coyotes                                          | St. Michael's Majors (OHL)               |
| 190 | Matthew Bartkowski (D)     | Stati Uniti | Florida Panthers                                         | Lincoln Stars (USHL)                     |
| 191 | Morgan Clark (P)           | Canada      | Vancouver Canucks                                        | Red Deer Rebels (WHL)                    |
| 192 | Joe Gleason (D)            | Stati Uniti | Chicago Blackhawks                                       | Edina High School (USHS-Minnesota)       |
| 193 | Jordan Bendfeld (D)        | Canada      | Edmonton Oilers                                          | Medicine Hat Tigers (WHL)                |
| 194 | Drew Daniels (AD)          | Stati Uniti | San Jose Sharks (da Buffalo)                             | Kent School (USHS-Connecticut)           |
| 195 | Samuel Morneau (AS)        | Canada      | Carolina Hurricanes                                      | Baie-Comeau Drakkar (QMJHL)              |
| 196 | Joacim Eriksson (P)        | Svezia      | Philadelphia Flyers (da Nashville via Tampa Bay)         | Brynäs (Sweden Jr.)                      |
| 197 | Mark Goggin (C)            | Stati Uniti | Boston Bruins                                            | Choate Rosemary Hall (USHS-Connecticut)  |
| 198 | Alexander Deilert (D)      | Svezia      | Calgary Flames                                           | Djurgården (Sweden Jr.)                  |
| 199 | Emil Sandin (AS)           | Svezia      | Ottawa Senators                                          | Brynäs (Elitserien)                      |
| 200 | Nathan Condon (C)          | Stati Uniti | Colorado Avalanche                                       | Wausau West High School (USHS-Wisconsin) |
| 201 | Jani Lajunen (C)           | Finlandia   | Nashville Predators (dai NY Rangers)                     | Espoo Blues (Finland Jr.)                |
| 202 | Harry Young (D)            | Canada      | New Jersey Devils                                        | Windsor Spitfires (OHL)                  |
| 203 | David Carle (D)            | Stati Uniti | Tampa Bay Lightning (da Anaheim)                         | Shattuck-St. Mary's (USHS-Minnesota)     |
| 204 | Stefan Della Rovere (AS)   | Canada      | Washington Capitals                                      | Barrie Colts (OHL)                       |
| 205 | Jean-Sébastien Bérubé (AS) | Canada      | New Jersey Devils (da Minnesota)                         | R-N Huskies (QMJHL)                      |
| 206 | Patrick Johnson (C)        | Stati Uniti | Montreal Canadiens                                       | Wisconsin Badgers (WCHA)                 |
| 207 | Anders Lindbäck (P)        | Svezia      | Nashville Predators (da San Jose)                        | Brynäs (Elitserien)                      |
| 208 | Nick Pryor (D)             | Stati Uniti | Anaheim Ducks (da Filadelfia)                            | USA Hockey NTDP (USHL)                   |
| 209 | Mike Bergin (D)            | Canada      | Dallas Stars                                             | Smiths Falls Bears (CJHL)                |
| 210 | Nicholas D'Agostino (D)    | Canada      | Pittsburgh Penguins                                      | St. Michael's Buzzers (OPJHL)            |
| 211 | Jesper Samuelsson (C)      | Svezia      | Detroit Red Wings                                        | Timrå (Elitserien)                       |

### Selezioni classificate per nazionalità
| Pos. | Paese        | Selezioni | Percentuale |
|      | Nord America | 165       | 78.2%       |
| ---- | ------------ | --------- | ----------- |
| 1    | Canada       | 121       | 57.3%       |
| 2    | Stati Uniti  | 44        | 20.9%       |
|      | Europa       | 46        | 21.8%       |
| 3    | Svezia       | 17        | 8.1%        |
| 4    | Russia       | 9         | 4.3%        |
| 5    | Finlandia    | 7         | 3.3%        |
| 6    | Rep. Ceca    | 3         | 1.4%        |
| 6    | Norvegia     | 3         | 1.4%        |
| 8    | Danimarca    | 2         | 0.9%        |
| 8    | Svizzera     | 2         | 0.9%        |
| 10   | Bielorussia  | 1         | 0.5%        |
| 10   | Francia      | 1         | 0.5%        |
| 10   | Germania     | 1         | 0.5%        |